# Auguste Verdyck
Auguste Verdyck (* 8. Februar 1902 in Schoten; † 14. Februar 1988 in Merksem) war ein belgischer Radrennfahrer und nationaler Meister im Radsport.

## Sportliche Laufbahn
Verdyck (auch Verdijck) war im Straßenradsport und im Querfeldeinrennen (heutige Bezeichnung Cyclocross) aktiv. Von 1924 bis 1936 war er Unabhängiger und Berufsfahrer. 1924 siegte er in der Belgien-Rundfahrt für Unabhängige und im Eintagesrennen Paris–Nantes. 1925 gewann er erneut Paris–Nantes und eine Etappe in der Belgien-Rundfahrt der Profis sowie im Critérium des Aiglons. Er siegte in der Baskenland-Rundfahrt mit einem Tageserfolg vor Joseph Pé.
Zweiter wurde er 1924 im Rennen Schaal Sels, in der nationalen Straßenmeisterschaft 1925 sowie im Nationale Sluitingsprijs 1932. Die Tour de France fuhr er zweimal. 1925 wurde er 8., 1929 beendete er die Rundfahrt nicht. In den Rennen der Monumente des Radsports war der 7. Platz in der Flandern-Rundfahrt 1925 sein bestes Resultat.
Im Querfeldeinrennen wurde er 1928 belgischer Vizemeister.